# Рагби клуб Стокхолм ексајлс
Стокхолм ексајлс је рагби јунион (рагби 15) клуб из Стокхолма, престонице Краљевине Шведске и један је од најтрофејнијих шведских рагби клубова.

## Успеси
Првенство Шведске у рагбију - 10
1972, 1989, 2002, 2004, 2005, 2008, 2010, 2012, 2013, 2014